# 1433 Жерамтина
1433 Жерамтина (1433 Geramtina) — астероїд головного поясу, відкритий 30 жовтня 1937 року.
Тіссеранів параметр щодо Юпітера — 3,291.